# Northeim
Northeim är en stad i Landkreis Northeim i södra Niedersachsen. Northeim är en tidigare hansestad och centralort för Landkreis Northeim.